# Pitztal
La Pitztal è una valle laterale del Tirolo, lunga circa 40 chilometri e percorsa dal fiume Pitze. Si trova nelle Alpi Venoste, tra le valli Ötztal, ad est e Kaunertal, ad ovest. Amministrativamente appartiene al Distretto di Imst, una suddivisione del land del Tirolo.
I centri abitati principali sono Arzl im Pitztal, Sankt Leonhard im Pitztal e Wenns.